# Manfred Ewald

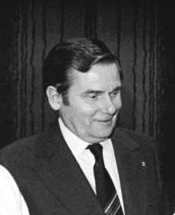
Manfred Ewald bei der Auszeichnung der „Sportler des Jahres 1980“

Manfred Ewald (* 17. Mai 1926 in Podejuch, Landkreis Randow, Provinz Pommern; † 21. Oktober 2002 in Damsdorf, Gemeinde Kloster Lehnin) war Präsident des DTSB und der einflussreichste Sportfunktionär der DDR. 2000 wurde er wegen Beihilfe zur Körperverletzung im Zusammenhang mit dem staatlich verordneten Doping im DDR-Leistungssport verurteilt.

## Leben
Manfred Ewald war Sohn eines Schneiders. Seine frühen Jahre liegen im Nebel von Ungewissheiten und Kontroversen, da alle Dokumente entweder in den Kriegsereignissen verloren gegangen sind oder bewusst vernichtet wurden. Es heißt, er sei Zögling einer Nationalpolitischen Erziehungsanstalt gewesen, aber auch, er sei von 1940 bis 1943 in der Stadtverwaltung Stettin zum Verwaltungsangestellten ausgebildet worden und habe anschließend eine Ausbildung zum Panzergrenadier in Kalisch erhalten. Ewald soll Leiter des HJ-Streifendienstes für vier Ortschaften im Umfeld von Stettin gewesen sein. Er beantragte am 23. Januar 1944 die Aufnahme in die NSDAP und wurde zum 20. April desselben Jahres aufgenommen (Mitgliedsnummer 10.030.670).
Später gab er an, es habe sich um ein Täuschungsmanöver gehandelt, da er zum Widerstandskreis um Walter Empacher und Werner Krause gehört habe, was von Giselher Spitzer bezweifelt wird. 1952 wurde Ewalds Rolle im Nationalsozialismus seitens der DDR-Behörden unter die Lupe genommen. Da keine Dokumente über eine mögliche Tätigkeit Ewalds im Widerstand vorlagen, wurde die Witwe des Widerstandskämpfers Empacher verhört, die gegenüber dem Ministerium für Staatssicherheit aussagte, lediglich ihr Mann, ein ebenfalls hingerichteter Mitstreiter und sie selbst hätten gewusst, dass Ewald Mitglied der Widerstandsgruppe gewesen sei. Spitzer kam zu dem Schluss: „Ewald wurde ohne schriftliche Unterlagen und mit völlig widersprüchlichen Zeugenaussagen formal entlastet.“ In einer Akte des Ministeriums für Staatssicherheit vom 20. Oktober 1952 heißt es, „dass praktisch alle Zeugen für eine Antihaltung hingerichtet worden seien oder mit Ewald verwandt seien“. Der Historiker führte Akten der Polizei Rostock auf, in denen ein Beamter Ewald unter anderem vorwirft, einen Saboteur an die Gestapo ausgeliefert zu haben, „‚HJ-Stammführer‘ mit vier Ortschaften gewesen“ zu sein. Ewald sei „von Otto Grotewohl persönlich beeidigt“ gewesen, deshalb habe man nichts gegen ihn unternehmen können. Am 2. Dezember 1944 verlor Ewald infolge einer Verwundung zwei Finger der rechten Hand und geriet in sowjetische Kriegsgefangenschaft.
Nach dem Kriegsende gehörte Ewald bereits im Frühsommer 1945 zu den Mitbegründern der Kommunistischen Partei Deutschlands (KPD) in Podejuch, Stettin und in Löcknitz. Nach der Vertreibung der Deutschen aus Pommern siedelte er sich in Greifswald an und wurde dort Leiter des antifaschistischen Jugendausschusses. 1946 wurde er als KPD-Mitglied durch die Zwangsvereinigung von SPD und KPD Mitglied der SED und als Mitglied des antifaschistischen Jugendausschusses auch Mitglied der FDJ. Von 1946 bis 1948 war er FDJ-Kreissekretär in Greifswald und ab 1947 auch Mitglied des Zentralrats der FDJ in Berlin. Wegen der zunehmenden Konfrontation mit seiner nationalsozialistischen Vergangenheit zog er bald nach Berlin.
Von 1952 bis 1960 war er Vorsitzender des Staatlichen Komitees für Körperkultur und Sport (Stako). Am 28. Mai 1961 wurde Ewald auf dem II. Deutschen Turn- und Sporttag zum Präsidenten der 1957 gegründeten zentralen Sportorganisation der DDR, des Deutschen Turn- und Sportbunds (DTSB), gewählt. Im Alter von 38 Jahren wurde ihm der Vaterländische Verdienstorden in Gold verliehen, er war damit der erste Sportfunktionär, dem diese Ehre zuteilwurde. 1973 übernahm er außerdem die Präsidentschaft des Nationalen Olympischen Komitees der DDR. Ab 1963 war Ewald Mitglied des Zentralkomitees der SED. Nach den Olympischen Spielen 1976 in Montreal wurde er mit dem Karl-Marx-Orden ausgezeichnet.
Dieser zentralen Stellung innerhalb des Sportsystems der DDR folgend wird Ewald bis heute als entscheidender Organisator des „DDR-Sportwunders“ angesehen. Nach Einschätzung des Journalisten Klaus Huhn sei die Geschichte des DDR-Sports ohne Manfred Ewald „nicht denkbar“. Ewald sei „zu einer der erfolgreichsten Persönlichkeiten des Landes“ avanciert, was ihm „nicht nur Freundschaften“ eintragen hätte. Zuweilen habe dieser seine Stellung missbraucht, „aber wer ihn gut kannte, wusste, dass er selten jemanden ‚fallen‘ ließ“, so Huhn, der die kritische Betrachtung Ewalds insbesondere durch westdeutsche Medien als Kampagne gegen den Sportfunktionär einordnete. Sporthistoriker Hans Joachim Teichler schätzte Ewalds Stellung im DDR-Sport wie folgt ein: „Er hat die Rückendeckung von Seiten der Partei gehabt, konnte schalten und walten in diesem absolutistischen Staat.“ Ewald erachtete den Sport als Mittel zum Klassenkampf, er wurde kritisiert, im Sport vorrangig an Medaillen, Siegen und Weltrekorden interessiert zu sein und das Sporttreiben um des Sports willen in den Hintergrund gerückt zu haben. Als Vorsitzender der Leistungssportkommission hatte Ewald nach Einschätzung von Herbert Fischer-Solms „die komplette Entscheidungsgewalt über den Hochleistungssport in der DDR“. Die Zeitung Neues Deutschland schrieb anlässlich Ewalds Tod, „dass unter seiner bis zur Perfektion gesteigerten preußisch-strengen Regie der DDR-Leistungssport einen weltweit unglaublichen Aufschwung nahm“. Er sei ein „fähiger Mann“ gewesen, „mit hohem Sportfachwissen, großer Detailkenntnis und enormer Organisationsfähigkeit“, der zugleich aber „zur Selbstherrlichkeit neigte, oft nach Belieben schaltete und waltete“ und „der wahrscheinlich in jedem gesellschaftlichen System Karriere gemacht hätte.“
Ewald selbst wurde unterstellt, diese Interpretation nach der Wende etwa in seiner Biografie mit dem symptomatischen Titel Ich war der Sport gestützt zu haben. In dem Buch verteidigt Ewald die DDR-Sportmedizin, die seiner Einschätzung nach „nicht nur auf den Hochleistungssport orientiert“ gewesen sei, die „unendlich viel Gutes für viele Menschen geleistet“ habe, jedoch verunglimpft werde, so Ewald. Die systematische Talentauswahl und -förderung, die Erforschung der trainingswissenschaftlichen Grundlagen des Trainings, die systematische Verwendung des Leistungssports zur internationalen Profilierung der DDR gehören zu den Verdiensten Ewalds. Tatsächlich lehnte Ewald den Titel des Buches Ich war der Sport ab, was mit einem Verweis, dass der Titel nicht den Intentionen Ewalds entspreche, im Buch kenntlich gemacht wurde. Tatsächlich unterstand aber auch Ewald stets dem für die Abteilung Sport zuständigen Sekretär des ZK der SED: Erich Honecker bis 1971, Paul Verner 1971–1984 und Egon Krenz 1984–1989, inhaltlich wurde jedoch das gemacht, was Ewald und sein Stab vorbereitet hatten. Ewald war ein Gegner des Boykotts der Olympischen Sommerspiele 1984, seine Haltung stieß in der SED auf Widerstand. Im November 1988 wurde Ewald entmachtet und musste sein Amt als Präsident des DTSB abgeben. Offiziell wurde er auf eigenen Wunsch abgelöst. Es wurden gesundheitliche Gründe angegeben. Ewald war alkoholkrank, unter anderem hatte es auf der Rückreise von den Olympischen Winterspielen 1988 einen alkoholbezogenen Vorfall gegeben, zudem verlor er laut Spiegel auch das Vertrauen der SED, da er „mit zunehmenden Erfolgen immer selbstherrlicher auftrat“. Ende Januar 1990 wurde Ewald aus dem DTSB ausgeschlossen.

## Verurteilung
Zehn Jahre nach der Deutschen Wiedervereinigung wurde Ewald im Juli 2000 vom Landgericht Berlin wegen „Beihilfe zur Körperverletzung zum Nachteil von 20 Hochleistungssportlerinnen, denen ohne ihre Kenntnis mit der Folge von Gesundheitsschäden und -gefährdungen Anabolika verabreicht worden waren“, zu einer Freiheitsstrafe zur Bewährung von 22 Monaten verurteilt. Er legte Revision beim Bundesgerichtshof ein, die dessen 5. Strafsenat mit Beschluss vom 5. September 2001 als unbegründet verwarf. Damit erlangte das Urteil Rechtskraft.
Damit wurde die entscheidende Mitschuld Ewalds am Dopingsystem der DDR juristisch festgestellt, das unter der Bezeichnung Staatsplanthema 14.25 organisiert und systematisch auch den Sportlern größtenteils verheimlicht worden war. Nach Angaben von Thomas Köhler, dem ehemaligen Vizepräsidenten des Deutschen Turn- und Sportbunds, sei Ewald Mitwisser der Gabe unerlaubter Dopingmittel an Minderjährige gewesen: „Die Verantwortung war so verteilt, dass bis auf den Präsidenten des DTSB jeder nur so viel wusste, wie für seinen Bereich erforderlich war“. Im Buch Ich war der Sport verteidigte sich Ewald mit den Worten: „Es stellt sich heute leider heraus, dass der Doping-Missbrauch im Sport der DDR verbreiteter war, als unsere Leitung wusste bzw. unter Berücksichtigung einer Dunkelziffer annahm“.

## Schriften
- Reinhold Andert, Manfred Ewald: Manfred Ewald – ich war der Sport. Wahrheiten und Legenden aus dem Wunderland der Sieger. Elefanten Press, Berlin 1994, ISBN 3-88520-526-2.